# 女性作家シリーズ
『女性作家シリーズ』（じょせいさっかシリーズ）は、角川書店から発行された日本の女性著作家別の選集である。監修は河野多惠子、大庭みな子、佐藤愛子および津村節子。キャッチコピーは「いつもそばに置きたい、わたしの文学」。

## 概要
1. 野上弥生子　円地文子　幸田文 - 海神丸、山姥、森(抄)（野上弥生子）、女坂、源氏物語私見（円地文子）、みそっかす(抄)、黒い鋸、おんな十二カ月、建てる、音（幸田文）
2. 平林たい子　林芙美子 - 或る夜、桐の花、嘲る、施療室にて、うた日記、こういう女、人の命、秘密、自伝的交友録・実感的作家論(抄)（平林たい子）、放浪記　第一部、風琴と魚の町、晩菊、夜猿（林芙美子）
3. 佐多稲子　大原富枝 - キャラメル工場から、くれない、女の宿、疵あと、時に佇つ（佐多稲子）、ストマイつんぼ、婉という女、鬼のくに、壁紙を貼る女（大原富枝）
4. 宇野千代　瀬戸内寂聴 - おはん、刺す、生きて行く私(抄)（宇野千代）、鬼の栖、蘭を焼く（瀬戸内寂聴）
5. 網野菊　芝木好子　中里恒子 - 金の棺、さくらの花、一期一会（網野菊）、青果の市、洲崎パラダイス、青磁砧、ルーアンの木陰（芝木好子）、乗合馬車、鎖、歌枕（中里恒子）
6. 森茉莉　由起しげ子　萩原葉子 - 恋人たちの森、枯葉の寝床、父の帽子(抄)（森茉莉）、本の話、女中ッ子（由起しげ子）、天井の花-三好達治抄、父・萩原朔太郎(抄)（萩原葉子）
7. 佐藤愛子　田辺聖子 - ソクラテスの妻、加納大尉夫人、オンバコのトク、マドリッドの春の雨、淑女失格(抄)（佐藤愛子）、感傷旅行、ジョゼと虎と魚たち、雪の降るまで、当世てっちり事情、二階のおっちゃん、夢笛（田辺聖子）
8. 杉本苑子　永井路子 - 終焉（杉本苑子）、大きな迷子、炎環（永井路子）
9. 河野多惠子　大庭みな子 - 幼児狩り、不意の声、骨の肉（河野多惠子）、三匹の蟹、寂兮寥兮、ろうそく魚、むかし女がいた(抄)、詩篇（大庭みな子）
10. 曾野綾子　津村節子 - 讃美する旅人、この悲しみの世に在って（曽野綾子）、白百合の崖、遺言（津村節子）
11. 平岩弓枝　向田邦子 - 鏨師、御宿かわせみ(抄)、日本の女天の花地の星(抄)（平岩弓枝）、父の詫び状(抄)、思い出トランプ(抄)、あ・うん(抄)（向田邦子）
12. 山崎豊子　有吉佐和子 - 暖簾、死亡記事（山崎豊子）、地唄、華岡青洲の妻（有吉佐和子）
13. 三浦綾子　宮尾登美子 - 母、孤独のとなり(抄)（三浦綾子）、連、櫂(第一部)、卯の花くたし、菊籬（宮尾登美子）
14. 竹西寛子　倉橋由美子　高橋たか子 - 往還の記、鶴、兵隊宿（竹西寛子）、パルタイ、ヴァージニア、白い髪の童女(「反悲劇」より)、磁石のない旅(抄)（倉橋由美子）、昔の街、人形愛、病身、遠く、苦痛の谷を歩いている時（高橋たか子）
15. 三枝和子　林京子　富岡多惠子 - 儀式、野守、江口水駅、愛に関する男の責任（三枝和子）、祭りの場、三界の家（林京子）、丘に向ってひとは並ぶ、冥途の家族、立切れ、芻狗、「女のことば」と「国のことば」、詩篇　静物　ほか（富岡多惠子）
16. 吉田知子　森万紀子　吉行理恵　加藤幸子 - 無明長屋、お供え（吉田知子）、単独者、密約（森万紀子）、記憶のなかに、小さな貴婦人、迷路の双子、詩篇（吉行理恵）、海辺暮らし、夢の壁、翡翠色のメッセージ（加藤幸子）
17. 安西篤子　山本道子　岩橋邦枝　木崎さと子 - 張少子の話（安西篤子）、累卵、黒鳥（安西篤子）、ベティさんの庭、喪服の子、詩篇（山本道子）、干拓地の春、伴侶、浮橋（岩橋邦江）、青桐、梅花鹿（木崎さと子）
18. 夏樹静子　皆川博子　森瑤子 - 足の裏、秘められた心中、一瞬の魔（夏樹静子）、情事、イヤリング、別れの予感(抄)（森瑶子）、巫女、景清、化蝶記（皆川博子）
19. 津島佑子　金井美恵子　村田喜代子 - 草の臥所、水府、黙市、夢の記録（津島佑子）、くずれる水、洪水の前後、あかるい部屋のなかで、詩篇（金井美恵子）、鍋の中、真夜中の自転車、耳の塔（村田喜代子）
20. 干刈あがた　髙樹のぶ子　林真理子　高村薫 - プラネタリウム、ウホッホ探険隊、女の印鑑（干刈あがた）、光抱く友よ、水脈(抄)（高樹のぶ子）、星影のステラ、最終便に間に合えば（林真理子）、地を這う虫、犬の話、棕櫚とトカゲ、みかん（高村薫）
21. 山田詠美　増田みず子　松浦理英子　笙野頼子 - ソウル・ミュージック・ラバーズ・オンリー、Jay - Walk（山田詠美）、死後の関係、一人家族（増田みず子）、葬儀の日、ナチュラル・ウーマン（松浦理英子）、虚空人魚、イセ市、ハルチ、下落合の向こう（笙野頼子）
22. 中沢けい　多和田葉子　荻野アンナ　小川洋子 - 海を感じる時、箱の蓋、犬を焼く（中沢けい）、かかとを失くして、犬婿入り（多和田葉子）、うちのお母んがお茶を飲む、笑うボッシュ、雪国の踊子（荻野アンナ）、完璧な病室、妊娠カレンダー（小川洋子）
23. 現代秀作集 - 遅い目覚めながらも（阿部光子）、百円の安眠（池田みち子）、オンリー達（広池秋子）、やまあいの煙（重兼芳子）、緋の記憶（仁木悦子）、モッキングバードのいる町（森禮子）、過越しの祭（米谷ふみ子）、恋忘れ草（北原亞以子）、ネコババのいる町で（瀧澤美恵子）、四国山（梅原稜子）、ミモザの林を（岩阪恵子）、石女（澤田ふじ子）、声の娼婦（稲葉真弓）、蜘蛛（栗本薫）、妖花（杉本章子）、かずきめ（李良枝）、さ蕨（山本昌代）
24. 現代詩歌集 - 新川和江、中村苑子、馬場あき子、河野多恵子